# Irving Caesar

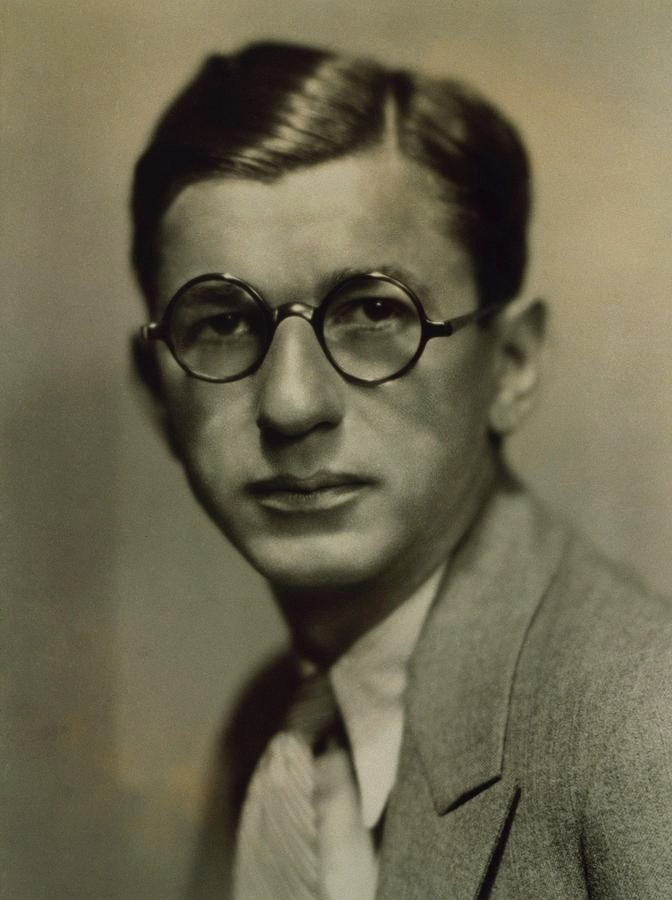
Irving Caesar

Irving Caesar, geboren als Isidor Keiser (* 4. Juli 1895 in New York City; † 18. Dezember 1996 in New York City) war ein US-amerikanischer Songwriter und Komponist, bekannt für verschiedene Beiträge zum Great American Songbook.

## Leben
Caesar ist insbesondere für die Songs Tea for Two (ein Jazzstandard, geschrieben 1925 für die Broadwayshow No, No, Nanette, Musik Vincent Youmans), Just a Gigolo (englischer Text 1929), Swanee (mit George Gershwin, ein Hit für Al Jolson) Sometimes I’m Happy (Sometimes I’m Blue) (1927, Musik Youmans), I Want to Be Happy (mit Youmans 1925 für No, No, Nanette) und Animal Crackers in My Soup (ein Shirley Temple Hit in Curly Top 1935, mit Ray Henderson, Ted Koehler) bekannt. Er schrieb Texte zu über 700 Songs und trug zu 44 Broadway-Shows bei.
Er wuchs mit seinem älteren Bruder, dem Drehbuchschreiber Arthur Caesar, in der Lower East Side auf, in der Nachbarschaft der Marx Brothers, die er als Kind kannte. Caesar besuchte das Chappaqua Mountain Institute (eine Schule der Quäker) und die Townsend Harris High School in New York. Danach studierte er ein Jahr am City College of New York, bevor er ab 1915 für die Ford Motor Company arbeitete. Er reiste als Sekretär mit dem Peace Ship von Henry Ford, das sich in neutralen Ländern im Ersten Weltkrieg für Frieden einsetzte. 1918 hatte er erste Erfolge als Songschreiber und zog nach New York als Autor in die Tin Pan Alley, wo er George Gershwin traf, mit dem er sich befreundete. 1919 schrieben sie Swanee auf der Rückfahrt von einem Restaurantbesuch.
Schulkindern in den USA war er in den 1930er-Jahren für seine Sing a Song of Safety Serie (1938 mit dem Komponisten Gerald Marks) bekannt. Von ihm stammen auch die Song-Reihe Sing a Song of Friendship (von der UN inspiriert und für Völkerverständigung werbend) und eine Reihe Songs of Health. Er schrieb die offizielle Musik zum US-amerikanischen Eid Pledge of Allegiance und übertrug die Rechte auf die US-Regierung.
Er war einer der Gründer der Songwriters Guild of America und wurde 1972 in die Songwriters Hall of Fame aufgenommen. Er war mehrfach im Rat der Urheberrechtsorganisation ASCAP (1930 bis 1946 und 1949 bis 1966).